# Georg Johnsson
Ernst Georg Johnsson (2 de março de 1902 — 31 de maio de 1960) foi um ciclista sueco de ciclismo de estrada, ativo durante as décadas de 1920 e 1930.

## Carreira
Johnsson competiu como representante de seu país, Suécia, nos Jogos Olímpicos de Verão de 1928 em Amsterdã. Lá ele terminou em décimo sétimo na prova de estrada individual e conquistou a medalha de bronze no contrarrelógio por equipes. Os outros ciclistas da equipe foram Gösta Carlsson e Erik Jansson.
Durante sua carreira de ciclismo, Johnsson venceu seis títulos nacionais: quatro individuais e duas com a equipe. Participou de dois campeonatos mundiais, com o melhor resultado do décimo lugar em 1932.